# 決心號小型風帆戰船
決心號（英語：HMS Resolution）是英國皇家海軍的一艘小型風帆戰船。決心號最早是一艘建於1770年的煤船，英國皇家海軍將這艘商船買下並進行改裝，在1772年加入英國皇家海軍。決心號是探險家詹姆士·庫克指揮的旗艦，曾經搭乘這艘船參加在太平洋的第二次探險和詹姆士·庫克的第三次探險。決心號也是歷史上第一艘穿越南極圈的帆船。

## 外部連結
- Digitised copies of the original logs of HMS Resolution, British Atmospheric Data Centre/The National Archives as part of the CORRAL project
- Digitised logbook kept by William Wales （页面存档备份，存于）, an astronomer, during the 1772–1775 voyage
- The Resolution （页面存档备份，存于） (Captain Cook Society)